# 7 februari
7 februari är den 38:e dagen på året i den gregorianska kalendern. Det återstår 327 dagar av året (328 under skottår).

## Återkommande bemärkelsedagar

### Nationaldagar
- Grenadas nationaldag (till minne av självständigheten från Storbritannien 1974)

## Namnsdagar

### I den svenska almanackan
- Nuvarande – Rikard och Dick
- Föregående i bokstavsordning
  - Dick – Namnet infördes 1986 på 3 februari. 1993 flyttades det till dagens datum och har funnits där sedan dess.
  - Richardus – Namnet fanns, till minne av en högättad engelsman, som dog 720 under en pilgrimsfärd till Rom, före 1620 på 18 september. Detta år flyttades det till dagens datum, men utgick 1700 och ersattes av den modernare namnformen Rikard.
  - Ricky – Namnet infördes på dagens datum 1986, men utgick 1993.
  - Rigmor – Namnet infördes på dagens datum 1986, men flyttades 1993 till 27 september, där det har funnits sedan dess.
  - Rikard – Namnet infördes på dagens datum 1700, då det ersatte den äldre namnformen Richardus, och har funnits där sedan dess.
- Föregående i kronologisk ordning
  - Före 1620 – ?
  - 1620–1699 – Richardus
  - 1700–1900 – Rikard
  - 1901–1985 – Rikard
  - 1986–1992 – Rikard, Ricky och Rigmor
  - 1993–2000 – Rikard och Dick
  - Från 2001 – Rikard och Dick
- Källor
  - Brylla, Eva (red.): Namnlängdsboken, Norstedts ordbok, Stockholm, 2000. ISBN 91-7227-204-X
  - af Klintberg, Bengt: Namnen i almanackan, Norstedts ordbok, Stockholm, 2001. ISBN 91-7227-292-9

### Finlandssvenska almanackan
- Nuvarande från 1995[1] – Rikard, Dick
- I föregående revideringar[a][2]
  - 1929–1972 – Rikard
  - 1973–1994 – Rikard, Rickard, Dick

## Händelser
- 1550 – Sedan Paulus III har avlidit året före väljs Giovanni Maria Ciocchi del Monte till påve och tar namnet Julius III.[3]
- 1914 – Charlie Chaplin uppträder för första gången på film i rollen som ”Luffaren” (”The Tramp”) när filmen Kid Auto Races at Venice har amerikansk premiär. Chaplins filmdebut har skett den 2 februari i filmen Making a Living (där han dock inte spelar Luffaren), men Venice-filmen har producerats före denna. Luffaren kommer med tiden att bli Chaplins paradroll, som han mest kommer att bli förknippad med.
- 1923 – Den kinesiske krigsherren Wu Peifu anställer en massaker på strejkande järnvägsarbetare och kommunister i Changxindian utanför Peking, vilken går till historien som ”7 februari-massakern”. Wu Peifu låter genomföra massakern, där 45 personer dödas och ännu fler skadas, för att få ett radikalt slut på strejken och som ett led i sin kamp mot kommunismen. Genom incidenten sjunker hans förtroende i det kinesiska samhället kraftigt, men hans anseende höjs bland de utländska affärsbolag, som gör affärer i området.
- 1974 – Den västindiska ögruppen Grenada blir självständig från Storbritannien. Till minne av detta firas dagen numera som landets nationaldag.
- 1982 – Den svenske skidåkaren Ingemar Stenmark vinner slalomtävlingen i årets alpina skid-VM i österrikiska Schladming. Bojan Križaj från Jugoslavien blir tvåa och Stenmarks kusin Bengt Fjällberg kommer på tredje plats, vilket blir dennes bästa skid-VM-placering någonsin.
- 1984 – Olympiska vinterspelen 1984 invigs i Sarajevo av Jugoslaviens president Mika Spiljak. Spelen avslutas 18 februari.
- 1986 – Sedan den västindiska önationen Haitis president Jean-Claude ”Baby Doc” Duvalier, som har styrt landet som diktator sedan 1971, har manipulerat en folkomröstning i landet året innan, blir missnöjet med hans hårda styre för stort och han tvingas i landsflykt. Han bosätter sig i Frankrike, men när han 2011 återvänder till Haiti blir han dagen efter återkomsten fängslad.
- 1995 – Den svenske utförsåkaren Thomas Fogdö, som dittills vunnit fem deltävlingar i slalomvärldscupen och slalomvärldscupen totalt en gång, bryter ryggen under skidträning i Åre och blir förlamad från midjan och neråt, vilket leder till att han blir rullstolsburen och tvingas avbryta sin skidkarriär.
- 1998 – Olympiska vinterspelen 1998 invigs i Nagano av Japans kejsare Akihito. Spelen avslutas 22 februari.
- 2001 – Rymdfärjan Atlantis skjuts upp på uppdrag STS-98[4]
- 2008 – Rymdfärjan Atlantis skjuts upp på uppdrag STS-122[4]
- 2010 – Två svenska officerare i den svenska Afghanistantruppen och deras afghanske tolk blir dödade när de blir beskjutna väster om den afghanska staden Mazar-e Sharif. Ytterligare en svensk soldat blir skadad i incidenten.
- 2014 – Olympiska vinterspelen 2014 invigs i Sotji av president Vladimir Putin. Spelen avslutas 23 februari.

## Födda
- 574 – Prins Shōtoku, japansk kronprins
- 1102 – Matilda, tysk-romersk kejsarinna 1114–1125 (gift med Henrik V) och pretendent till den engelska tronen, utropad till regerande drottning av England 7 april–1 november 1141
- 1478 – Thomas More, engelsk politiker och författare
- 1653 – Petrus Malmberg, biskop i Västerås stift
- 1795 – Anders Fryxell, svensk historiker och poet, ledamot av Svenska Akademien från 1840
- 1809 – Frederik Paludan-Müller, dansk diktare
- 1812 – Charles Dickens, brittisk författare
- 1816 – Jean Frédéric Frenet, fransk matematiker
- 1824 – William Huggins, brittisk fysiker och astronom
- 1833 – Ricardo Palma, peruansk författare
- 1848 – Adolf Weil, tysk invärtesläkare
- 1851 – Robert J. Gamble, amerikansk republikansk politiker, senator för South Dakota 1901–1913
- 1854 – Robert B. Mantell, brittisk-amerikansk skådespelare
- 1860 – Anna Norrie, svensk skådespelare och operettsångare
- 1862 – Horace F. Graham, amerikansk republikansk politiker, guvernör i Vermont 1917–1919
- 1867 – Laura Ingalls Wilder, amerikansk författare
- 1871 – Wilhelm Stenhammar, svensk kompositör, pianist och dirigent
- 1885 – Sinclair Lewis, amerikansk författare, mottagare av Nobelpriset i litteratur 1930
- 1895 – Anita Stewart, amerikansk skådespelare
- 1897 – Henry Richter, svensk journalist och manusförfattare
- 1902
  - Verner Oakland, svensk skådespelare
  - Bruno Streckenbach, tysk SS-Brigadeführer
- 1905 – Ulf von Euler, svensk fysiolog och farmakolog, mottagare av Nobelpriset i fysiologi eller medicin 1970
- 1908 – Buster Crabbe, amerikansk skådespelare och simmare
- 1909
  - Hélder Câmara, brasiliansk präst, ärkebiskop i Olinda och Recife 1965–1985
  - Enok Sarri, samisk väderspåman
- 1915 – Eddie Bracken, amerikansk skådespelare
- 1916 – Floyd K. Haskell, amerikansk demokratisk politiker, senator för Colorado 1973–1979
- 1918 – Bertil Edgardh, svensk manusförfattare, regiassistent, författare och psykoanalytiker
- 1919 – Gerd Mårtensson, svensk skådespelare
- 1927 – Juliette Gréco, fransk sångare
- 1932 – Gay Talese, amerikansk författare och journalist
- 1934 – Edward Fenech Adami, maltesisk politiker, Maltas president 2004–2009
- 1937 – Svante Thuresson, svensk sångare
- 1938 – S. Ramachandran Pillai, indisk kommunistisk politiker
- 1940 – Toshihide Masukawa, japansk teoretisk fysiker, mottagare av Nobelpriset i fysik 2008
- 1941 – Doc Hastings, amerikansk republikansk politiker, kongressledamot 1995–2015
- 1947 – Caisa Westling, svensk filmproducent, projektledare och inspelningsledare
- 1952
  - John Hickenlooper, amerikansk demokratisk politiker, guvernör i Colorado 2011–2019, senator för samma delstat 2021–
  - Markku Kuisma, finländsk historiker
- 1953 – Astrid Assefa, svensk-etiopisk skådespelare, sångare, teaterregissör och teaterchef
- 1954 – Dieter Bohlen, tysk musiker
- 1955 – Miguel Ferrer, amerikansk skådespelare
- 1956 – Mark St. John, amerikansk gitarrist
- 1960 – James Spader, amerikansk skådespelare
- 1962 – Garth Brooks, amerikansk countryartist
- 1965 – Chris Rock, amerikansk komiker och skådespelare
- 1967 – Rickard Olsson, svensk programledare
- 1968 – Peter Bondra, slovakisk ishockeyspelare
- 1972
  - Oscar Harryson, svensk musikproducent, synkläggare och översättare
  - Akiko Suwanai, japansk klassisk violinist
- 1973 – Malin Stenberg, svensk regissör
- 1976 – Florent Brard, fransk tävlingscyklist
- 1978
  - David Carmel, svensk skådespelare
  - Ashton Kutcher, amerikansk skådespelare, programledare, modell och producent
- 1979 – Tawakkul Karman, jemenitisk journalist och fredsaktivist, mottagare av Nobels fredspris 2011
- 1983 – Elin Grindemyr, svensk fotomodell
- 1985 – Brittany Hayes, amerikansk vattenpolospelare
- 1985 – John M. Jumper, amerikansk AI-forskare, mottagare av Nobelpriset i kemi 2024
- 1986 – James Deen, amerikansk skådespelare
- 1990 – Sean McLoughlin, irländsk Youtuber
- 1992 – Sergi Roberto, spansk fotbollsspelare
- 1997 – Nicolò Barella, italiensk fotbollsspelare
- 2025 – Prinsessan Ines, svensk prinsessa och hertiginna av Västerbotten

## Avlidna
- 590 – Pelagius II, påve sedan 579
- 1072 – Diarmait mac Máel na mBó, storkonung av Irland sedan 1064
- 1799 – Qianlong, 87, kejsare av Kina sedan 1735
- 1823
  - Antoine-François Peyre, 83, fransk arkitekt
  - Ann Radcliffe, 58, brittisk författare
- 1837 – Gustav IV Adolf, 58, kung av Sverige 1792–1809
- 1839 – Karl August Nicander, 39, svensk poet
- 1848 – Christen Købke, 37, dansk konstnär
- 1864 – Vuk Karadžić, 76, serbisk språkreformator
- 1869 – Eufrosyne Abrahamson, 32, svensk operasångare
- 1872 – James W. Grimes, 55, amerikansk politiker
- 1878 – Pius IX, 85, född Giovanni Maria Mastai-Ferretti, påve sedan 1846
- 1883 – Edmund J. Davis, 55, amerikansk republikansk politiker och militär
- 1896 – William Hayden English, 73, amerikansk demokratisk politiker
- 1903 – Robert H. May, 80, amerikansk affärsman och politiker
- 1920 – Nils Lövgren, 67, svensk biskop i Västerås
- 1931 – Sven Nyblom, 62, svensk regissör, översättare av opera- och operettlibretton och operasångare (tenor)
- 1933 – Albert Apponyi, 86, ungersk aristokrat och politiker
- 1937 – Elihu Root, 91, amerikansk advokat och statsman, mottagare av Nobels fredspris 1912
- 1943 – Sigrid Arnoldson, 81, svensk operasångare
- 1944 – Per Lindberg, 53, svensk regissör, manusförfattare och producent
- 1949 – Carl Hagman, 58, svensk sångare och skådespelare
- 1957 – David Hall, svensk socialdemokratisk politiker, Sveriges finansminister 1949
- 1959 – Daniel Malan, 84, sydafrikansk politiker, Sydafrikas premiärminister 1948–1954
- 1964 – Flaminio Bertoni, 61, italiensk bilformgivare
- 1972 – Sinclair Weeks, 78, amerikansk republikansk politiker, USA:s handelsminister 1953–1958
- 1979
  - Verner Arpe, 77, svensk skådespelare
  - Josef Mengele, 67, tysk nazistisk läkare och krigsförbrytare
- 1986
  - Inga Ellis, 86, svensk skådespelare
  - Harris Ellsworth, 86, amerikansk republikansk politiker, representanthusledamot 1943–1957
- 1989 – Egon Larsson, 74, svensk skådespelare, dansare, koreograf, kompositör och textförfattare
- 1991 – Werner Fuetterer, 85, tysk skådespelare
- 1992 – Freddy Albeck, 72, dansk sångare och skådespelare
- 1994 – Witold Lutosławski, 81, polsk kompositör
- 1997 – Allan Edwall, 72, svensk skådespelare, författare och musiker
- 1999
  - Bobby Troup, 80, amerikansk skådespelare, jazzpianist och kompositör
  - Hussein, 63, kung av Jordanien sedan 1951
  - Lars Molin, 56, svensk filmskapare och författare
- 2003 – Gunnar Arvidson, 78, svensk journalist och tv-profil
- 2007 – Alan MacDiarmid, 79, nyzeeländsk-amerikansk kemist, mottagare av Nobelpriset i kemi 2000
- 2009 – Betty Jameson, 89, amerikansk golfspelare
- 2010
  - Franco Ballerini, 45, italiensk tävlingscyklist
  - André Kolingba, 73, centralafrikansk general och politiker, Centralafrikanska republikens president 1981–1993
- 2014 – Veronica Wägner, 66, svensk författare
- 2015
  - Billy Casper, 83, amerikansk golfspelare
  - Marshall Rosenberg, 80, amerikansk psykolog och skapare av non-violent communication
- 2017
  - Svend Asmussen, 100, dansk kompositör, kapellmästare och jazzviolinist
  - Hans Rosling, 68, svensk folkbildare, föreläsare och läkare och professor i internationell hälsa vid Karolinska institutet
- 2019
  - John Dingell, 92, amerikansk demokratisk politiker, representanthusledamot 1955–2015
  - Albert Finney, 82, brittisk skådespelare
- 2023 – Ulf Lindqvist, 89, svensk sångare och skådespelare